# Pierre Dac
Pierre Dac, vero nome André Isaac (Châlons-sur-Marne, 15 agosto 1893 – Parigi, 9 febbraio 1975), è stato un umorista e attore francese.

## Biografia
André Isaac, detto Pierre Dac, nato il 15 agosto 1893 a Châlons-sur-Marne e morto il 9 febbraio 1975 a Parigi, è un umorista e attore francese. Di origine ebraica, da parte paterna come materna, il padre Salomon Isaac era un macellaio, mentre la madre, Berthe Kahn, era casalinga. Durante la Seconda Guerra mondiale è stato una figura della resistenza contro l'occupazione nazista della Francia con le sue trasmissioni su "Radio Londres".

## Carriera
Cantante famoso degli anni 1930, fondò L'Os à moelle , pubblicazione irregolare e umoristica (ispirata al nome di Rabelais). In questo organo del partito strambo (sic), negli annunci trattavano della vendita di una pasta per annerire i tunnel, ma la società dell'epoca non era in sintonia con tali stramberie, per cui il giornale cessò le pubblicazioni nel 1938. Riapparve, per la passione del maestro, verso il 1965, con dei nuovi talenti quali René Goscinny (Les aventures du facteur Rhésus) e Jean Yanne (Les romanciers savent plus causer français en écrivant).
Divenendo l'umorista delle trasmissioni in francese di Radio Londres a partire dal 1943, canta parodie di canzoni alla moda per schernire il governo di Vichy. A lui si deve il celebre slogan: « Radio Parigi mente, Radio-Parigi mente, Radio-Parigi è tedesca» sul motivetto de la Cucaracha (nota canzone rivoluzionaria dell'América latina). Tuttavia risponde seriamente quando Radio-Parigi se la prende con gli Ebrei francesi rifugiati a Londra, per i quali la Francia non conterebbe: sulla tomba del fratello, in Francia, c'è l'iscrizione «morto per la Francia», mentre su quella di Philippe Henriot cronista di Radio-Paris si scriverebbe «morto per il nemico» dopo averlo fucilato...
È stato accettato in Massoneria nel 1926, nella Loggia  "Les Inséparables d’Osiris", della Gran Loggia di Francia, ma visti i suoi impegni professionali non ha dato seguito alla sua accettazione. Dopo la liberazione ritorna a Parigi, dove è iniziato nella Loggia «Les Compagnons ardents» della Gran Loggia di Francia il 18 marzo 1946 e l'anno seguente diventa compagno. Ne sarà membro fino al 1952, e scriverà una parodia del rituale massonico diventata celebre nella massoneria francese, "Grande Loge des Voyous, Rituel du Premier Degré Symbolique". Torna al cabaret ma anche al teatro (l'ABC music-hall, Le Trois Baudets, l'Olympia, l'Alhambra, le Théâtre de Paris, le Théâtre Édouard VII, ecc.).
Nel dopoguerra forma con Francis Blanche un duo particolarmente divertente al quale si devono numerosi sketches (tra cui il divertentissimo Le Sar Rabindranath Duval e un serial radiofonico, diffuso dal 1956 al 1960 su "Europe 1", Firmato Furax. Il suo testo Le biglotron fu spesso citato, come pure una delle sue invenzioni maggiori: lo Schmilblick: «ne sert absolument à rien et peut donc servir à tout. Il est rigoureusement intégral! »
Nel 1965, si candida per le presidenziali del 1965, sostenuto dal MOU (Mouvement ondulatoire unifié). Compagnon de la Libération, ma abbandona la sua campagna politica in seguito ad una richiesta da parte del Palazzo dell'Eliseo  (Palais de l'Élysée). Fu soprannominato «Roi des Loufoques» (<Re dei folli>), per la sua predisposizione a creare ed inventare l'assurdo partendo dalla realtà che lo circondava. (Cf. "Al ristorante il piatto del giorno va bene a condizione di sapere in che giorno è stato preparato").
Pierre Dac muore a Parigi il 9 febbraio 1975 a causa di un cancro ai polmoni: fumava dall'età di 18 anni. Cremato, le sue ceneri sono deposte nel colombario del cimitero di Père-Lachaise.

## Filmografia
- Dégrevé, regia di André Chotin (1930)
- Le bidon d'or, regia di Christian-Jaque (1932)
- Lo squadrone si diverte, regia di Maurice Tourneur (1932)
- Il gorilla ha morso l'arcivescovo, regia di Maurice Labro (1962)
- Césarin joue les 'étroits' mousquetaires, regia di Émile Couzinet (1962)
- Il poliziotto 202, regia di Robert Dhéry e Pierre Tchernia (1964)
- Si salvi chi può, regia di Robert Dhéry (1967)
- Ne jouez pas avec les Martiens, regia di Henri Lanoë (1968)
- La scoumoune, regia di Jean-Claude Maillet e Michel Ricaud (1974)
- Trio infernale, regia di Francis Girod (1974)
- Par ici la monnaie, regia di Richard Balducci (1974)

## Citazioni
Qualcuna delle sue citazioni:
- Le Sar dine à l'huile (Cf. sketch citato)
- Né à Delhi, de petite taille et d'un caractère paisible, c'était un nain doux
- Celui que la fumée n'empêche pas de tousser et que la toux n'empêche pas de fumer a droit à la gratitude de la Régie française des Tabacs
- Il est démocratiquement impensable qu'en république il y ait encore trop de gens qui se foutent royalement de tout.
- Si la fortune vient en dormant, ça n'empêche pas les emmerdements de venir au réveil.
- Ceux qui pensent à tout n'oublient rien et ceux qui ne pensent à rien font de même puisque ne pensant à rien ils n'ont rien à oublier.
- Le sarcastique et prophétique proverbe qui dit: «Rira bien qui rira le dernier» gagnerait à être ainsi modifié: «Quand celui qui rit le dernier a bien fini de rire, personne ne rigole plus».
- Quand on ne travaillera plus les lendemains de jours de repos, la fatigue sera enfin vaincue
- Parler pour ne rien dire et ne rien dire pour parler sont les deux principes majeurs de ceux qui feraient mieux de la fermer avant de l'ouvrir.
- Entre une semelle de crêpe et un double-crème il n'y a que la différence qui existe entre les choses qui n'ont aucun rapport entre elles.
- L'orgue de Barbarie est à la figue du même nom ce que la trompette bouchée est au cidre.
- Rien de ce qui est fini n'est jamais complètement achevé tant que tout ce qui est commencé n'est pas totalement terminé.

et pour conclure:
- Avec le mot "SI" on peut faire tout ce qu'on ne peut pas faire.

## Libri
- Arrière-pensées et maximes inédites
- Essais, maximes et conférences
- Les meilleures petites annonces de l'Os à moelle
- Les Pensées
- Du côté d'ailleurs...
- ... et réciproquement